# Либкин, Ольгерт Маркович
Ольге́рт Ма́ркович Ли́бкин (известен также под псевдонимом Ольге́рт О́льгин; род. 1939) — русский писатель-фантаст, журналист, издатель.

## Биография
Родился в Москве в семье служащих. В 1961 году окончил Московский авиационно-технологический институт. Член Союза журналистов СССР (1969). 
- В 1971 году был удостоен премии «Золотой телёнок» «Литературной Газеты» («Клуба 12 стульев»).
- Лауреат премии Федерации Еврейских общин России «Человек года» (2007).[1]

С 1965 по 1989 работал в журнале «Химия и жизнь», где сначала был редактором раздела «Клуба Юный химик», затем возглавлял работу по организации материалов для рубрик «Как делают вещи и вещества», «Что мы едим», «Болезни и лекарства», «Фантастика». Совместно с Михаилом Кривичем писал рассказы для рубрики «Фантастика» (первый фантастический рассказ — «Вторая попытка»(1969)). Позднее вместе с ним организовал выпуск в издательстве «Наука» серии книг «Библиотека „Химии и жизни“» на основе опубликованных в журнале статей, очерков, рассказов («Посёлок на краю Галактики» (1989), «Перпендикулярный мир» (1990) и др.). В 1990 вышел сборник его (совместно с М. Кривичем) фантастических рассказов «Женский портрет в три четверти». Является автором нескольких научно-популярных книг.
С 1989 года работает заместителем директора, а с 1996 года — директором издательства «Текст».
В соавторстве с Феликсом Кривиным создал два рассказа, которые вошли в киножурнал Ералаш.

### Книги

#### Без М. Кривича
- Ольгин О. М. Чудеса на выбор, или Химические опыты для новичков. — М.: Детская литература, 1986. — 127 с. — (Знай и умей).
- Ольгин О. Приглашение к столу. — М.: Детская литература, 1989. — 157 с. — ISBN 5-08-000583-1.
- Ольгин О. Плоды земли. — М.: Советская Россия, 1991. — 123 с. — ISBN 5-268-00011-X.
- Ольгин О. Опыты без взрывов. — М.: Химия, 1993. — 137 с. — ISBN 5-7245-0935-0.
- Ольгин О. От Абрикоса до Яблока. — М.: Текст, 1994. — 208 с. — 25 000 экз. — ISBN 5-7516-0002-9.
- Ольгин О. Давайте похимичим! — М.: Детская литература, 2001. — 175 с. — (Знай и умей). — ISBN 5-08-003959-0.

#### Совместно с М. Кривичем
- Кривич М., Ольгин О. Мы идём на стадион. — М.: Малыш, 1980. — 27 с.
- Кривич М., Ольгин О., Борисов А. Школа пешехода. — М.: Малыш, 1984. — 24 с.
- Кривич М., Ольгин О. Какая завтра погода? — М.: Малыш, 1986. — 26 с. — (Почемучкины книжки).
- Кривич М., Ольгин О. Мастерские науки. — М.: Знание, 1988. — 192 с.
- Кривич М., Ольгин О. Женский портрет в три четверти. — М.: Орбита, 1990. — 270 с. — (Альфа - фантастика). — 100 000 экз. — ISBN 5-85210-035-8.
- Кривич М., Ольгин О. Товарищ убийца. Ростовское дело: Андрей Чикатило и его жертвы.. — М.: Текст, 1992. — 352 с. — ISBN 5-87106-071-4.

### Произведения
- Кривич М., Ольгин О. Бег на один километр // Энергия, 1987. № 8. С. 55-61.
- Кривич М., Ольгин О. В который раз про любовь // Химия и жизнь, 1981. № 4. С. 90-91.
- Кривич М., Ольгин О. Вегетарианец // Химия и жизнь, 1971. № 2. С. 92-93.
- Либкин О., М. Гуревич М. Вторая попытка // Химия и жизнь, 1969. № 4. С. 90-95.
- Кривич М., Ольгин О. Женский портрет в три четверти // Кривич М., Ольгин О. Женский портрет в три четверти. — М.: Орбита, 1990.
- Кривич М., Ольгин О. Из жизни бывшего автолюбителя // Химия и жизнь, 1984. № 7. С. 86-93.
- Кривич М., Ольгин О. Лунная ночь в двадцать первом веке //Перпендикулярный мир — М.: Наука, 1990. С. 170—187.
- Кривич М., Ольгин О. Над милым порогом // Кривич М., Ольгин О. Женский портрет в три четверти. — М.: Орбита, 1990.
- Кривич М., Ольгин О. Начинают и выигрывают… // НФ: Сборник научной фантастики. Выпуск 15 — М.: Знание, 1974.
- Кривич М., Ольгин О. Не может быть // Химия и жизнь, 1973. № 8. С. 80-81.
- Кривич М., Ольгин О. Очки // Химия и жизнь, 1995. № 8. С. 90-93.
- Кривич М., Ольгин О. Пора — не пора, или История первой посадки космического корабля на шестую планету, которая вращается вокруг одной очень большой звезды, настолько далекой, что её плохо видно невооруженным глазом даже в безлунную ночь // Химия и жизнь, 1972. № 6. С. 84-88.
- Кривич М., Ольгин О. Порядок в зоне // Нечеловек-невидимка — Симферополь: Таврия, 1991. С. 5-14.
- Кривич М., Ольгин О. Рыжий и Полосатый // Знание-сила, 1986. № 5. С. 45-47.
- Кривич М., Ольгин О. Семейная хроника аппаратчика Михина // Химия и жизнь, 1986. № 10. С. 112—119.
- Кривич М., Ольгин О. Сладкие песни сирен // Музей человека — М.: Всесоюзный центр кино и телевидения для детей и юношества, 1990. С. 111—190.
- Кривич М., Ольгин О. Трус не играет в хоккей // Эстафета — М.: Физкультура и спорт, 1986. — С.160-168.
- Кривич М., Ольгин О. Четвёртый квартал, или Что Вам угодно // Кривич М., Ольгин О. Женский портрет в три четверти. — М.: Орбита, 1990.
- Кривич М., Ольгин О. Что-то стало холодать… // НФ: Сборник научной фантастики. Выпуск 12 — М.: Знание, 1972.
- Кривич М., Ольгин О. Хоккей // Наука и техника, 1973. № 12. С. 40-43.
- Кривич М., Ольгин О. Четвёртый квартал, или Что вам угодно? // ЭКО, 1985. № 12. С. 213—215.
- Кривич М., Ольгин О. Эксперимент // Перпендикулярный мир — М.: Наука, 1990. С. 204—208.

### Критика
- Кривич М., Ольгин О. Живучесть Старшего Брата // Оруэлл Дж. 1984; Далош Д. 1985. — М., 1992. С. 5—8.
- Ольгин О. Послесловие // Химия и жизнь, 1984. № 5. С. 92.

### Сценарии
- Эксперимент (1988) — сценарий мультфильма (совместно с М. Кривичем)